# Reality show
Pour les articles homonymes, voir Reality.
Ne doit pas être confondu avec téléréalité.

Le reality show (ou télévérité) est un concept d'émission de télévision, essentiellement bâti autour de documentaires et de débats, montrant des individus ordinaires saisis dans leur vie quotidienne, privée et professionnelle.

## Histoire du concept

### Les ingrédients d'une recette
Les origines de ce genre télévisuel remontent aux années 1920 et se confondent avec l'émergence du style documentaire prônant la « vérité », en opposition, à l'époque, aux fictions cinématographiques et aux actualités officielles (et globalement censurées). Ce point de vue militant a été forgé pour le cinématographe par Dziga Vertov et, en France, par Jean Vigo. Mais dès le départ, ce travail est profondément ambigu : les séquences d'images que la caméra capte doivent, pour être montrées, être nécessairement assemblées, et donc mises en scène. La vérité ici est une question de point de vue.
Le média télévisuel s'empare très tôt du format documentaire : c'est le reportage lié aux faits divers. Dans le cadre du document issu de la vie quotidienne, on va chercher à capter l'intimité, et il s'agit ici de fabriquer une histoire sans passer par la comédie, de montrer à la télévision des « vrais gens » pris en situation (tout en donnant parfois l'illusion qu'ils sont surpris d'être filmés). C'est par exemple le principe de la caméra cachée qui apparaît à la fin des années 1940, illustrée en France par l'émission comique La caméra invisible (ORTF, 1964-1971) : les séquences sont préannoncées par un présentateur, conduites par un acteur complice qui, à la fin, désamorce la situation.
Mais c'est aussi le rôle des jeux télévisés de faire appel non pas à des acteurs mais à des personnes inconnues. Dans les années 1960, en France, les jeux télévisés orchestrent la participation de candidats présélectionnés, ce que fit Guy Lux avec Intervilles, en parcourant le pays à la rencontre des habitants, lesquels étaient confrontés via un jeu d'épreuves sportives. Une critique de ce concept apparaît dans l'album de bande dessinée Le Domaine des dieux (1971).
C'est enfin l'endroit des débats télévisés, où, sur le plateau, ne sont plus invités seulement des gens connus ou ayant une autorité sur une question donnée, mais des inconnus, regroupé sous l’appellation de « public » : là, le « téléspectateur joue son propre rôle ». L'interactivité entre les deux mondes (les personnalités / les inconnus), et l’inclusion de « reportages-vérités » (qualifiés d'enquêtes, de « preuves à l'image », etc.), ont eu un impact déterminant sur les taux d'audience : en France, lancée par TF1 en 1988, l'émission Ciel, mon mardi ! de Christophe Dechavanne en aura été l'une des premières illustrations avec des taux d'audience à plus de 30 %.

### Une émission avec des «vrais gens»
Sur le plan technique, l'apparition de nouveaux modes d'enregistrement à base de bande vidéo, puis de caméras de plus en plus autonomes, change profondément les conditions de production des chaînes télévisuelles. Désormais, on peut filmer des gens en plan-séquence sur une durée plus longue qu'avec de la simple pellicule. La caméra allégée, passant à l'épaule, est dite embarquée et se promène sur le plateau, ou en extérieur, se glisse partout chez les gens. L'impact sur le montage, et donc le message, est sensible dès les années 1970. L'inclusion d'illustrations en format reportage docu-vérité est facilitée et va peu à peu gagner en présence à l'écran.
Aux États-Unis, en 1989, la série COPS est censée montrer le quotidien de policiers aux prises avec des arrestations : le cameraman qui les accompagne utilise le dispositif portatif du caméscope pour accentuer l'effet vérité. Cette émission appartient à un genre bien précis aux États-Unis, le « reality legal programming (ja) ».
Auparavant, la série belge Strip-tease, lancée en 1985, se voulait avant tout documentaire : mais conçue pour la télévision, elle n'en demeure pas moins un show, son slogan étant « l'émission qui vous déshabille ». Le film C'est arrivé près de chez vous en est l'une des illustrations critiques les plus ironiques.
En France, le plateau d'actualité de type reality show débarque à partir du début des années 1990, avec Perdu de vue, Témoin numéro 1, La Nuit des héros, Les Marches de la gloire, etc.

### Un genre à nuancer
Il ne faut pas confondre ce concept avec le film documentaire (qui est souvent un ingrédient, parmi d'autres, du reality show) et avec les émissions dites de téléréalité (incluses dans un genre plus large chez les Anglo-saxons appelé « reality TV »). Par ailleurs, les Anglo-saxons regroupent reality show et reality TV en une même famille appelée « reality ». Il convient cependant de distinguer deux styles télévisuels : d'un côté, la télévérité qui inclut des documentaires et plateaux sans personnalités, de l'autre, la téléréalité qui emprunte aux jeux télévisés, à la fiction, et mêle, dans des situations forcées ou reconstituées, personnalités et inconnus, ces derniers devenant progressivement à leur tour des gens connus, puisque tel est l'objectif premier de ces émissions.
Enfin, l'apparition des téléphones mobiles avec caméra intégrée, plus la possibilité de mettre en ligne les séquences filmées, permet aux chaînes de télévision d'alimenter leurs émissions avec des « morceaux de réel et de quotidien », là aussi, d'une nature profondément ambiguë.